# Octavia E. Butler
Octavia Estelle Butler, känd som Octavia E. Butler och Octavia Butler, född 22 juni 1947 i Pasadena i Kalifornien, död 24 februari 2006 i Lake Forest Park nära Seattle i Washington, var en amerikansk science fiction-författare. Hon var en av få svarta författare inom sin genre och i sina böcker vände hon ofta på invanda föreställningar om ras och kön. 1984 belönades hon med Nebulapriset för långnovellen Bloodchild och 1999 för romanen Parable of the Talents.

## Utmärkelser
Octavia E. Butler tilldelades även Hugopriset två gånger.
Asteroiden 7052 Octaviabutler är uppkallad efter henne.